# Srettha Thavisin
Đây là tên người Thái Lan. Srettha là tên riêng; Thavisin là họ.
Srettha Thavisin (tiếng Thái: เศรษฐา ทวีสิน, RTGS: Settha Thawisin, phát âm [sèːt.tʰǎː tʰā.wīː.sǐn]; sinh ngày 15 tháng 2 năm 1962), biệt danh Nid (tiếng Thái: นิด, RTGS: Nit, phát âm [nít])), là một chính trị gia và nhà phát triển bất động sản người Thái Lan, từng giữ chức Thủ tướng Thái Lan từ ngày 22 tháng 8 năm 2023 sau cuộc bỏ phiếu của hai viện Quốc hội cho đến khi bị Tòa án Hiến pháp Thái Lan phế truất vào ngày 14 tháng 8 năm 2024 do ông đã vi phạm các quy định về đạo đức khi bổ nhiệm người có tiền án vào nội các. Ông là cựu giám đốc điều hành và chủ tịch của Sansiri.

## Tiểu sử và học vấn
Srettha Thavisin sinh ngày 15 tháng 2 năm 1962 ở Bangkok, Thái Lan. Sinh ra trong một gia đình giàu có, ông là con trai duy nhất của đại úy Amnuay Thavisin và Chodchoi Jutrakul. Srettha có mối quan hệ với 5 gia tộc kinh doanh người Thái gốc Hoa: Yip in Tsoi, Chakkapak, Jutrakul, Lamsam và Buranasiri. Ông đã hoàn thành chương trình giáo dục tiểu học tại Trường Trình diễn Prasarnmit của Đại học Srinakharinwirot ở Bangkok. Trước khi đến Hoa Kỳ, ông đã nhận bằng cử nhân về kỹ thuật dân dụng của Đại học Chulalongkorn. Sau đó ông tốt nghiệp cử nhân kinh tế ở Đại học Massachusetts. Ông đã nhận bằng thạc sĩ quản trị kinh doanh ngành tài chính tại Đại học Claremont.

## Sự nghiệp
Được đào tạo tại Hoa Kỳ, ông đồng sáng lập Sansiri vào năm 1988, công ty sau này trở thành một trong những nhà phát triển bất động sản lớn nhất Thái Lan, đưa Srettha trở thành ông trùm bất động sản. Năm 2022, ông gia nhập đảng Pheu Thai và tranh cử với tư cách là một trong những ứng cử viên của đảng này cho chức Thủ tướng trong cuộc tổng tuyển cử năm 2023, với đảng này đứng thứ hai sau Đảng Tiến lên. Tuy nhiên, Tiến lên và ứng cử viên Pita Limjaroenrat không giành được đủ phiếu bầu từ quốc hội, Pheu Thai sau đó trở thành đảng dẫn đầu đề cử ứng cử viên, thành lập liên minh mới với các đảng bảo thủ hơn. Srettha đã nhiều lần được Pheu Thai, các chính trị gia và giới truyền thông mô tả là người có nhiều khả năng được Pheu Thai đề cử nhất, cuối cùng tuyên bố mình sẵn sàng trở thành thủ tướng nếu được đảng chọn vào ngày 19 tháng 7. Ông dự kiến sẽ được đề cử vào ngày 22 tháng 8 khi quốc hội bỏ phiếu.
Ngày 05 tháng 9 năm 2023, ông cùng nội các tuyên thệ nhậm chức Thủ tướng Thái Lan.
Ông được biết đến là bạn tâm giao của cả Thaksin Shinawatra và Yingluck Shinawatra, cựu thủ tướng Thái Lan, đồng thời là một trong ba ứng cử viên thủ tướng của Đảng Pheu Thai cùng với con gái út của Thaksin, Paetongtarn Shinawatra, và cựu Bộ trưởng Tư pháp Chaikasem Nitisiri vào năm 2023 trong đợt Tổng tuyển cử Thái Lan năm 2023.